# 西野忠次郎
西野 忠次郎（にしの ちゅうじろう、1878年5月26日 - 1961年7月6日）は、日本の医学者、内科医。学位は医学博士（1914年・文部大臣）。日本学士院会員、慶應義塾大学名誉教授。内閣恩給局顧問医。

## 経歴
1878年山形県南置賜郡南原村（現・米沢市）に生まれる。山形県立米沢中学校興譲館を経て、第四高等学校から東京帝国大学医科大学に入学。1903年に卒業し、翌年同大学理学科教室助手になる。1909年から山形市立病院済生館に勤務し内科部長から館長になる。1913年山口県立病院長に就任、次いで日本赤十字山口支部病院長になる。1920年慶應義塾大学教授になる。1944年同大学医学部長兼病院長に就任、1946年同大学名誉教授になる。1958年日本学士院会員。
また、横綱審議委員を1950年の発足時から1958年まで務めた。
1961年死去。墓所は多磨霊園。

## 栄典
- 1940年（昭和15年）8月15日 - 紀元二千六百年祝典記念章[1]